# Eutelsat 16A
Eutelsat 16A je komunikacijski satelit Europske satelitske organizacije za telekomunikacije (Eutelsat) sa sjedištem u Parizu. Od 1. srpnja 2013. preko njega se emitiraju programi HRT-a.
Izvorno se zvao Eutelsat W3C. Lansiran je 7. listopada 2011. u 8:21 UTC s još jednim satelitom Langer Marsch 3BE s kozmodroma Xichang u geostacionarnu orbitu. Mogućnosti pokretanja Eutelsat W3B i W3C zamijenjene su u veljači 2010., budući da je potres u tvornici proizvođača Eutelsat W3B u Italiji uzrokovao štetu koja je prijetila odgodom dovršetka satelita. Kako bi se ubrzao proces proizvodnje, odlučeno je da se u gradnji koriste komponente iz Sjedinjenih Država, što je prema njihovim propisima ITAR zabranjeno. Eutelsat 1. ožujka 2012. je promijenio je sustav imenovanja satelita. Nazivi su unificirani i osim naziva Eutelsat i oznake orbitalne pozicije, nose i identifikacijsku oznaku redosljeda aktiviranja satelita na datoj poziciji. Time se postiže brža identifikacija pozicije i “dolaska” satelita na određenu orbitalnu poziciju. Eutelsat W3C dobio je ime Eutelsat 16A prema svom orbitalnom položaju.
Troosni stabilizirani satelit opremljen je s 53 pojaseva i 3 K-pojasna transpondera te triju izduživih i dvije fiksne antene. 
Na satelitu Eutelsat 16A odašiljaju se dvije frekvencije. Za prijam signala OIV multipleksa sa satelita Eutelsat 16A potreban je DVB-S2 prijamnik i satelitska antena minimalnog promjera 60 cm usmjerena na orbitalnu poziciju 16°E. Odašiljanje na satelit Eutelsat 16A namijenjeno je za tzv. DTH (Direct-to-Home) distribuciju, tj. za izravnu distribuciju do krajnjih gledatelja te distribuciju prema kabelskim distributerima.
Hrvatska radiotelevizija od 1. prosinca 2019. je u potpunosti prešla na napredni standard emitiranja DVB-S2 za sve svoje televizijske programe koji se odašilju putem satelita Eutelsat 16A za područje Europe i Bliskog istoka. Prelaskom na taj standard, s navedenim datumom prestalo je emitiranje HRT programa u standardu DVB-S.

## Podaci
- frekvencija  11.637 MHz (transponder D10)
- polarizacija V (vertikalna)
- FEC 2/3
- Symbol rate 30 000k Baud
- standard satelitskoga emitiranja DVB-S2
- modulacija 8PSK
- vrsta kodiranja MPEG-4
- besplatna dostupnost (eng. free to air)

## Vanjske poveznice
- Eutelsat: EUTELSAT 16A (ex W3C) na 16° istočno  Arhivirana inačica izvorne stranice od 8. lipnja 2019. (Wayback Machine) (njemački)
- Lyngsat: Eutelsat 16A na 16.0 ° E (engleski)